# Jenny Calendar
Jenny Calendar est un personnage de fiction interprétée par Robia LaMorte dans la série télévisée Buffy contre les vampires.

## Histoire du personnage

### Saison 1
Jenny Calendar apparaît tout d'abord dans l'épisode Moloch en tant que professeur d'informatique du lycée de Sunnydale dont l'approche moderne ne convient pas à Giles. Elle s’identifie à une techno-païenne et est membre du cyber-coven. Elle apparaît plus tard dans l’épisode Le Manuscrit où elle approche Giles pour le mettre au courant des signes indiquant l’Apocalypse. Giles lui révèle plus tard la vérité au sujet de la prophétie concernant Buffy et le Maître. Jenny est présente lorsque la Bouche de l’Enfer est brièvement ouverte pendant la bataille de Buffy contre le Maître.

### Saison 2
Combattre ensemble le mal rapproche Jenny et Giles qui débutent une relation amoureuse dans l'épisode le Puzzle. Cette relation connaît un coup d'arrêt lorsque le passé de Giles refait surface et que Jenny est possédée par un démon que Giles a invoqué dans sa jeunesse (épisode la Face cachée) mais elle reprend après que Jenny lui a pardonné (épisode le Fiancé). Dans l'épisode Innocence, Jenny avoue au groupe que son véritable nom est Janna Kalderash, qu'elle fait partie du clan de gitans qui a rendu son âme à Angel et qu'elle a été envoyée à Sunnydale pour le surveiller lui ainsi que Buffy, ce qui cause un nouveau froid avec Giles. Elle est tuée par Angelus, au cours de l'épisode la Boule de Thésulah, car celui-ci craignait que ses recherches ne lui permettent de trouver un moyen de rendre au vampire son âme, mais la disquette dans laquelle elle avait consigné le rituel permettant cela est plus tard retrouvée par Buffy en présence de Willow (épisode Acathla).

### Saison 3
Dans l'épisode le Soleil de Noël, la Force apparaît à Angel sous les traits de Jenny pour le tourmenter.

## Caractérisation
Le personnage de Jenny Calendar n'était pas prévu pour être récurrent mais son alchimie avec le personnage de Giles a convaincu Joss Whedon de la faire apparaître à nouveau. Elle représente le premier mariage entre la magie et de la technologie dans la série. Par ailleurs, son apparence, ses manières et son style vestimentaire jeunes en font un modèle pour les principaux personnages féminins de la série, qui ne la voient pas comme une figure parentale qui s'oppose à elles. Elle devient notamment une mère de substitution pour Willow qui est ignorée par ses parents. J. P. Williams affirme que l’influence de Jenny Calendar sur Willow est notable à travers ses points de vue féministes et la confiance en elle qu'elle acquiert par la suite.
Dans son ouvrage sur la représentation des roms dans la fiction, Nikolina Dobreva critique la série pour entretenir les stéréotypes sur les roms en les associant aux malédictions, aux mystères et en présentant leur façon étrangère de s'habiller et de parler mais elle fait l'éloge du personnage de Jenny Calendar, écrivant que « malgré l'inversion de certains stéréotypes, c'est probablement l'une des représentations les plus positives et multidimensionnelles d'une femme gitane depuis les vingt dernières années. Dans un contraste aigu avec les autres représentations de gitans, elle est familière avec la technologie et, au lieu de recourir à des incantations et d'obscurs rituels, elle met au point un algorithme informatique qui peut rendre possible la restauration de l'âme d'Angel ».    
Au départ, sa mort n'avait pas été prévue et c'est le personnage d'Oz qui aurait dû mourir mais son personnage était devenu très populaire donc Jenny Calendar a pris sa place. La mort de Jenny Calendar est la première d'un personnage important de la série. Whedon a ainsi voulu indiquer aux téléspectateurs qu'aucun personnage n'était à l'abri d'une mort effrayante et qu'Angelus était véritablement maléfique.